# جيمس روبرتس (سياسي)
جيمس روبرتس (بالإنجليزية: James Roberts)‏ هو نقابي وسياسي نيوزلندي، ولد في 21 فبراير 1878، وتوفي في 4 فبراير 1967 في نيوزيلندا. حزبياً، نشط في حزب العمال النيوزيلندي.